# ヴィクトル・ボリソフ＝ムサトフ
ヴィクトル・ボリソフ＝ムサトフ（Victor Elpidiforovich Borisov-Musatov、ロシア語:Ви́ктор Эльпидифо́рович Бори́сов-Муса́тов、1870年4月14日 - 1905年10月26日）はロシアの「ポスト印象派」の画家である。

## 略歴
サラトフに生まれた。父親は鉄道会社の職員だった。子供時代に脊椎のケガを負い、生涯、後遺症に苦しめられた。中学校で教師に絵の才能を認められ、サラトフの美術学校、モスクワの美術学校で学んだ後、サンクトペテルブルクの帝国美術アカデミーに入学し、パヴェル・チスチャコフに学んだ。サンクトペテルブルクの気候が体に合わないため1893年にモスクワに戻り、1895年からパリに修業に出た。
パリではフェルナン・コルモンの画塾に入り、3年間、フランスの有望な画家たちと学んだ。象徴主義の画家、ピエール・ピュヴィス・ド・シャヴァンヌや印象派の画家、ベルト・モリゾの作品から影響を受けた。1895年にはクリミアやコーカサスを旅した。
ロシアに戻った後、サラトフで活動し、しばらく絵が売れない時代があった。美術雑誌『芸術世界』を中心とする芸術家たちと親しくなり、「ロシア美術家連盟」の会員になった。この頃油絵から、パステルや水彩を使った作品を描くようになった。1903年からポドルスクに住み、 1905年からタルーサに住んだ。 1904年にはドイツで1905年はパリの展覧会に出展した。
1905年に心臓麻痺で死去した。35歳であった。

## 作品

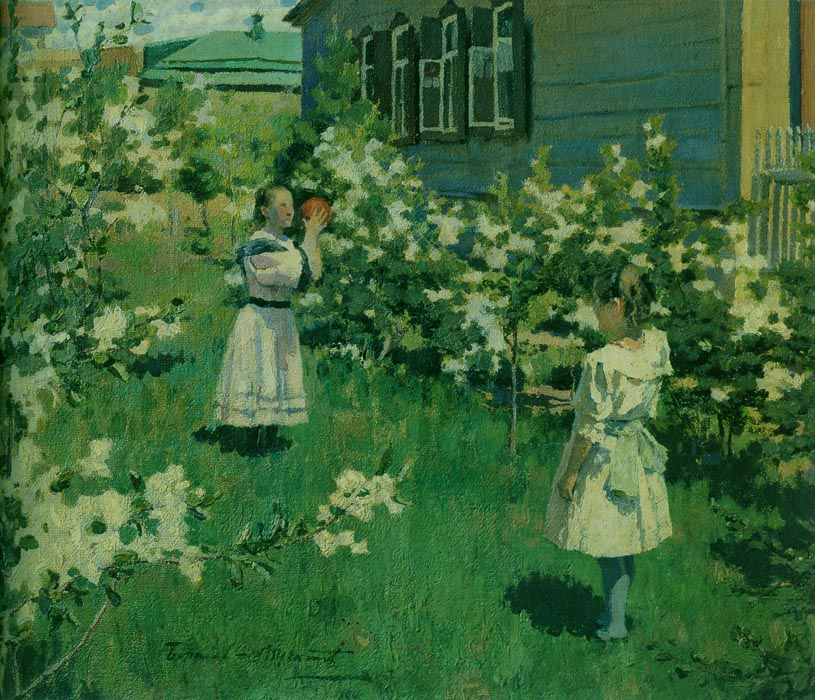
"May Flowers" (1894)
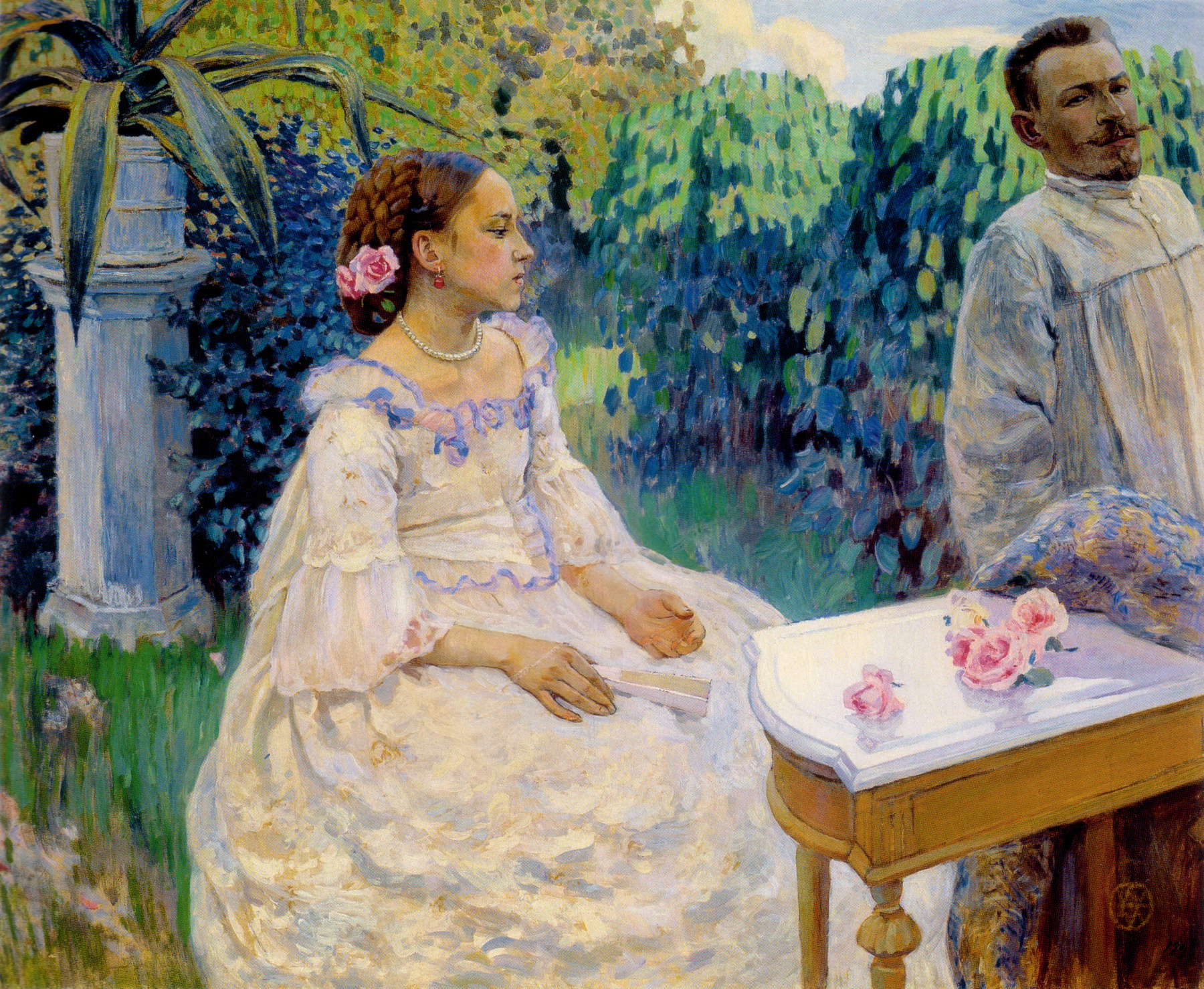
妹といる自画像 (1898)
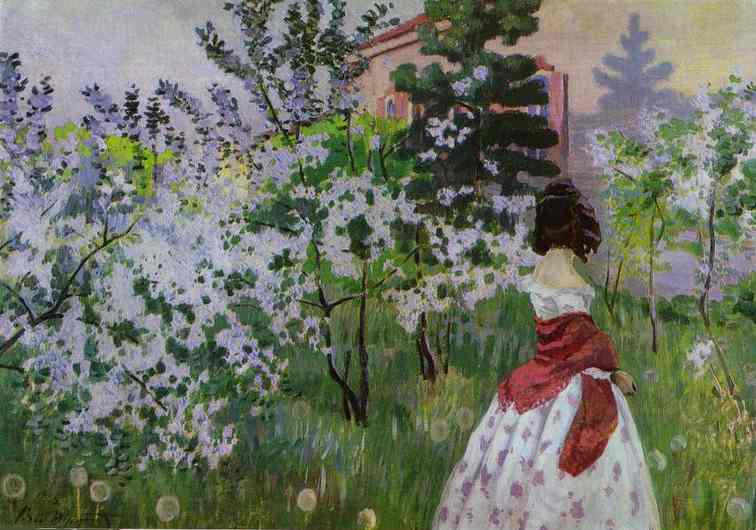
春　(1898/1901)
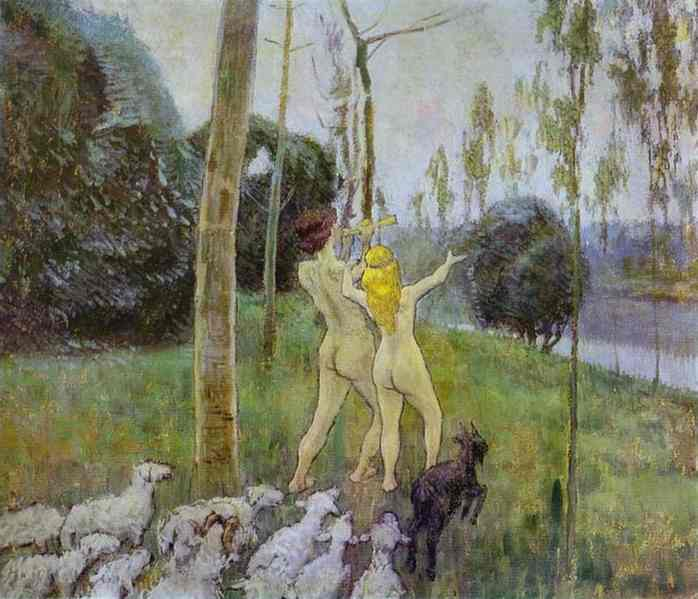
ダフニスとクロエ (190!)
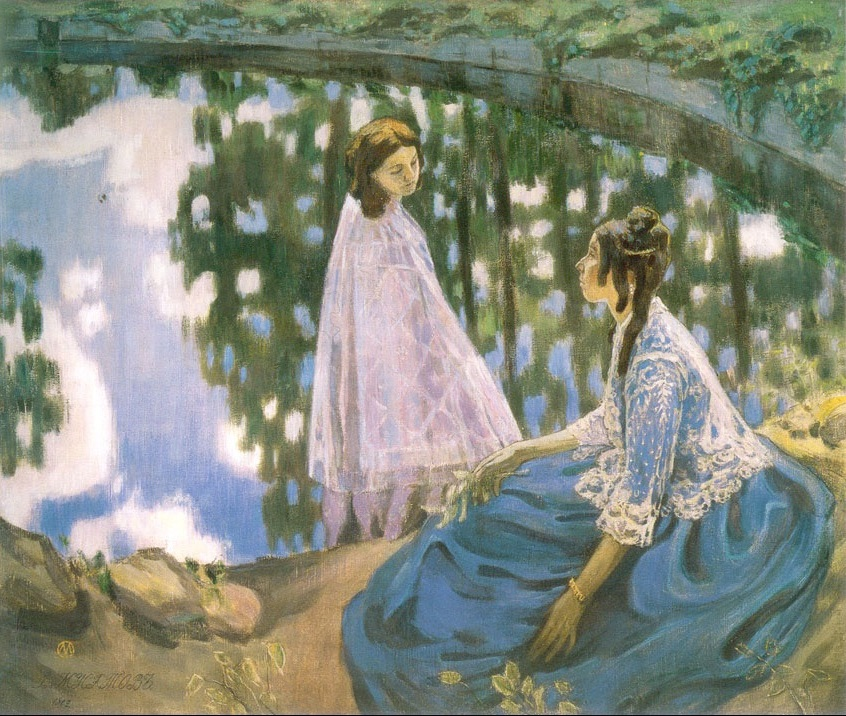
池 (1902)
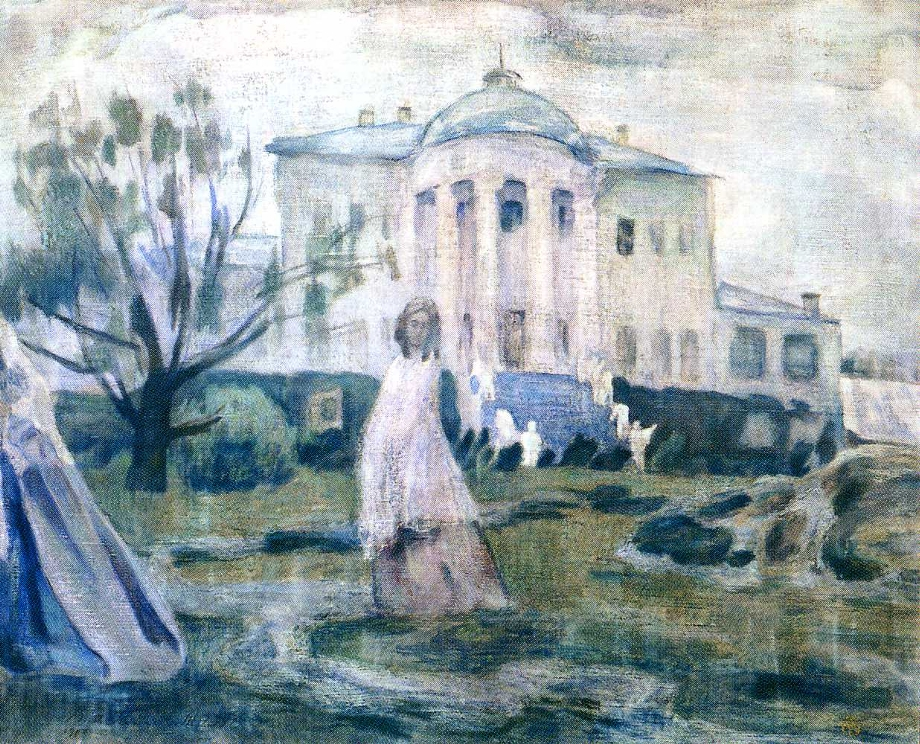
幽霊　(1903)
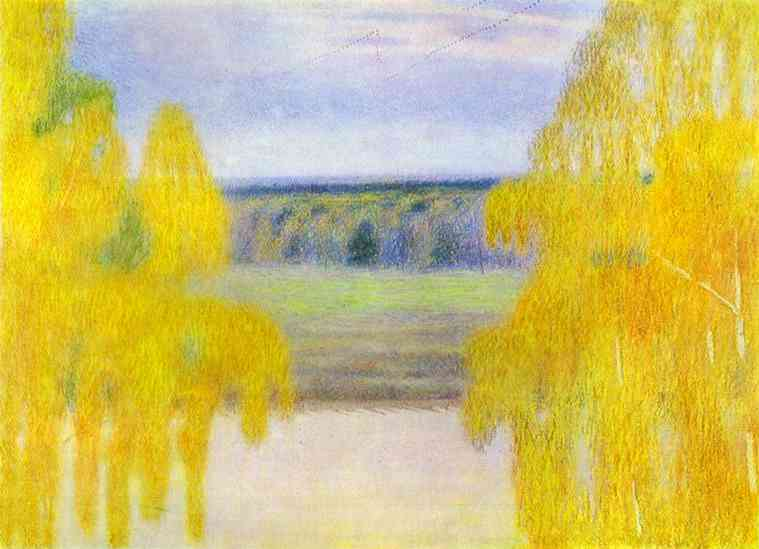
秋の歌 (1905)
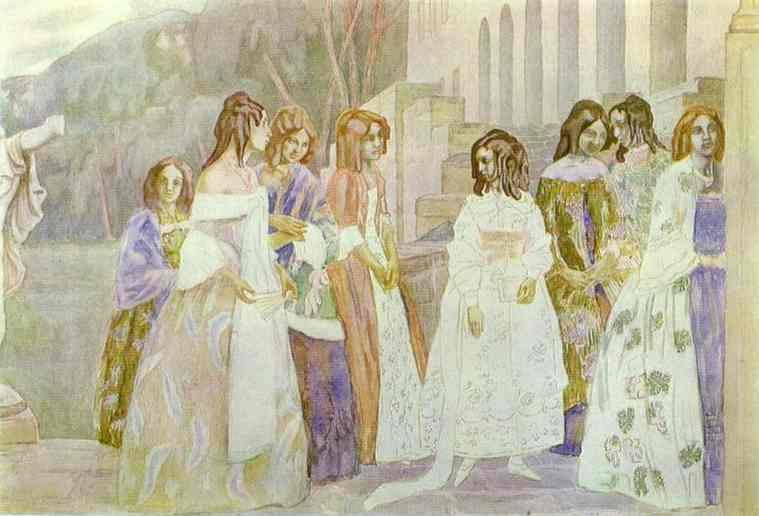
レクイエム(1905)